# 1969 في اليابان
فيما يلي قوائم الأحداث التي وقعت خلال عام 1969 في اليابان.

## ظهور
- 1 يناير – شامبيون شونن الأسبوعية

## برامج ومسلسلات وأنمي
- مومين

## مواليد

### يناير
- 1 يناير – كوسكي أوكانو
- 1 يناير – ماساشي أندو
- 1 يناير – ماكوتو يوشيموري
- 11 يناير – كيوكو هيكامي مؤدّية صوت يابانية.
- 13 يناير – كويتشي هاشيموتو لاعب كرة قدم ياباني.
- 19 يناير – يوجي أوكوما لاعب كرة قدم ياباني.
- 29 يناير – موتوهيرو ياماغوتشي لاعب كرة قدم ياباني.

### فبراير
- 3 فبراير – كوج ماإيهد لاعب كرة قدم ياباني.
- 5 فبراير – هيدينوبو كيوتشي مؤدّي صوت ياباني.
- 6 فبراير – تاكيشي يونيزوا لاعب كرة قدم ياباني.
- 6 فبراير – شوتا سونودا لاعب كرة قدم ياباني.
- 6 فبراير – ماساهارو فوكوياما مغني ياباني.
- 7 فبراير – تاكيشي أوراكامي لاعب كرة قدم ياباني.
- 8 فبراير – إيهإيج كيا لاعب كرة قدم ياباني.
- 11 فبراير – تاكيشي أوباتا
- 11 فبراير – يوشيوكي هاسيجاوا لاعب كرة قدم ياباني.
- 18 فبراير – ريويتشي يونيياما لاعب كرة قدم ياباني.
- 18 فبراير – ماساشي مييامورا لاعب كرة قدم ياباني.
- 26 فبراير – هيتوشي ساكيموتو ملحن ياباني.

### مارس
- 5 مارس – ريو ناتسكي مؤدّية صوت يابانية.
- 12 مارس – أكيمي أوكامورا مؤدّية صوت يابانية.
- 19 مارس – ساتورو نودا لاعب كرة قدم ياباني.
- 24 مارس – يوشي أوزاكي لاعب كرة قدم ياباني.

### أبريل
- 6 أبريل – تادتيرو أوموتو لاعب كرة قدم ياباني.
- 11 أبريل – كيإيسوكي ماكينو لاعب كرة قدم ياباني.
- 11 أبريل – هيروشي نينومييا
- 18 أبريل – ساياكو كورودا عالمة طيور يابانية.
- 19 أبريل – هيروميتسو يسوغيا لاعبو كرة قدم يابانيون.
- 20 أبريل – سيإيإيتشي نيجيشي لاعب كرة قدم ياباني.
- 21 أبريل – كاتسومي سوزوكي لاعب كرة قدم ياباني.
- 22 أبريل – توشيكازو كاتو لاعب كرة قدم ياباني.
- 30 أبريل – تاكوما كوك لاعب كرة قدم ياباني.

### مايو
- 1 مايو – ياسويوكي مورياما لاعب كرة قدم ياباني.
- 12 مايو – كازوهيرو موراتا لاعب كرة قدم ياباني.
- 13 نوفمبر – مايومي أسانو مؤدّية صوت يابانية.
- 22 مايو – ساتوشي أوكورا لاعب كرة قدم ياباني.
- 22 مايو – ميكيو ماناكا لاعب كرة قدم ياباني.
- 23 مايو – تاكايوشي أما لاعب كرة قدم ياباني.
- 25 مايو – توموكو نينوميا مانغاكا يابانية.
- 26 مايو – كييتشي أوكابي
- 30 مايو – نعومي كاواسي

### يونيو
- 2 يونيو – ماسانوري كيزاوا لاعب كرة قدم ياباني.
- 8 يونيو – كوتارو ناكاأو لاعب كرة قدم ياباني.
- 9 يونيو – شينجي ساروساو لاعب كرة قدم ياباني.
- 12 يونيو – أكينوري ميكامي لاعب كرة قدم ياباني.
- 13 يونيو – يوكينوري موراماتسو لاعب كرة قدم ياباني.
- 17 يونيو – ياسوشي ماتسوموتو لاعب كرة قدم ياباني.
- 19 يونيو – يوشياكي ساتو لاعب كرة قدم ياباني.
- 25 يونيو – ياسوتو هوندا لاعب كرة قدم ياباني.
- 28 يونيو – نوبورو إيغوشي

### يوليو
- 2 يوليو – ريو أداتشي لاعب كرة قدم ياباني.
- 3 يوليو – يوكو ناغاشيما مؤدّية صوت يابانية.
- 6 يوليو – يوجي يوكوياما لاعب كرة قدم ياباني.
- 7 يوليو – شيرو كيكوهارا لاعب كرة قدم ياباني.
- 8 يوليو – أتسشي مياوتشي
- 8 يوليو – تاكايوكي تاتهإيش لاعب كرة قدم ياباني.
- 14 يوليو – ياسوهيرو يوشيدا لاعب كرة قدم ياباني.
- 25 يوليو – أكيرا ياماموتو ملاكم كيك بوكسينغ ياباني.
- 25 يوليو – شين تانادا لاعب كرة قدم ياباني.
- 31 يوليو – تيتسويا تاكاد لاعب كرة قدم ياباني.

### أغسطس
- 13 أغسطس – توشياكي أوكوتومو لاعب كرة قدم ياباني.
- 17 أغسطس – ديك توغو مصارع محترف ياباني.
- 26 أغسطس – ماساهيكو ناكاقاوا لاعب كرة قدم ياباني.
- 31 أغسطس – يوجي كاكيأتشي لاعب كرة قدم ياباني.

### سبتمبر
- 2 سبتمبر – هيرواكي هيراوكا لاعب كرة قدم ياباني.
- 5 سبتمبر – ماريكو كودا
- 6 سبتمبر – نوريو أومورا لاعب كرة قدم ياباني.
- 8 سبتمبر – تيتسوأو ناكانيشي لاعب كرة قدم ياباني.
- 9 سبتمبر – كي هيراتا لاعب كرة قدم ياباني.
- 12 سبتمبر – ماساكازو كودا لاعب كرة قدم ياباني.
- 26 سبتمبر – واتارو يوشيكاوا متسابق دراجات نارية ياباني.
- 28 سبتمبر – إيبيإي واتانابي لاعب كرة قدم ياباني.

### أكتوبر
- 3 أكتوبر – يوريكو إيشيدا ممثلة يابانية.
- 5 أكتوبر – ماسايوكي ميتا لاعب كرة قدم ياباني.
- 7 أكتوبر – نوزومو كاتو لاعب كرة قدم ياباني.
- 7 أكتوبر – يوشيهيرو ناتسوكا لاعبو كرة قدم يابانيون.
- 31 أكتوبر – يوج ياسو لاعب كرة قدم ياباني.

### نوفمبر
- 5 نوفمبر – أكيكو كويكي مؤدّية صوت يابانية.
- 5 نوفمبر – شينيتشي كاوانو لاعب كرة قدم ياباني.
- 13 نوفمبر – مايومي أسانو مؤدّية صوت يابانية.
- 17 نوفمبر – ريوتارو أوكيايو
- 19 نوفمبر – شيرو هاماغوتشي
- 22 نوفمبر – أكيماسا تسوكاموتو لاعب كرة قدم ياباني.
- 25 نوفمبر – هيرويوكي يوشيدا لاعب كرة قدم ياباني.

### ديسمبر
- 13 ديسمبر – هيديو إيشيكاوا مؤدّي صوت ياباني.
- 20 ديسمبر – تشيسا يوكوياما
- 21 ديسمبر – هيروشي كوباياشي ملاكم ياباني.
- 24 ديسمبر – تارو غوتو لاعب كرة قدم ياباني.
- 24 ديسمبر – ريوجي كاتو لاعب كرة قدم ياباني.

## وفيات

### أبريل
- 26 أبريل – موريهيه أويشيبا (مواليد 1883)

### يوليو
- 16 يوليو – توشيو ايو (مواليد 1902)